# 西日本三菱自動車販売
西日本三菱自動車販売株式会社（にしにほんみつびしじどうしゃはんばい）は、大阪府大阪市淀川区新高に本社を置く三菱自動車工業のディーラーである。
愛知地区・岐阜地区・大阪地区・岡山地区・山陰地区（鳥取県・島根県）・愛媛地区を営業エリアとする。
「三菱自動車再生計画」による販売体制の効率化のため、2007年7月1日付けで大阪府の「近畿三菱自動車販売」を存続会社として、近畿地区以西のメーカー直営ディーラーを統合し関西、中・四国、九州地区を対象エリアとして発足した。
2020年4月1日に中部三菱自動車販売を統合した。後述する店舗名は2022年4月現在のものを挙げている。

## 地区別の詳細

### 愛知地区

#### 歴史
- 2007年7月1日 - 名古屋三菱自動車販売、愛知中央三菱自動車販売の2社を中部三菱自動車販売に統合[5]
- 2020年4月1日 - 西日本三菱自動車販売に統合[4]

### 岐阜地区

#### 歴史
- 2007年7月1日 - 岐阜三菱自動車販売を中部三菱自動車販売に統合[5]
- 2020年4月1日 - 西日本三菱自動車販売に統合[4]

### 大阪地区

#### 販売店舗
- 新大阪店
- 大阪西店
- 東成店
- 守口店
- 箕面店
- 千里店
- 茨木店
- 高槻店
- 枚方店
- 門真店
- 東大阪店
- 富田林店
- 藤井寺店
- 松原店
- 堺店
- 泉北ニュータウン店
- もず店
- 岸和田店

### 岡山地区

#### 歴史
- 2000年 （旧）岡山三菱自動車販売と山陽三菱自動車販売が統合（どちらもギャラン店）して（新）岡山三菱自動車販売が誕生。
- 2002年 新岡山三菱自動車販売（カープラザ店）を統合して岡山三菱自動車販売に一本化。
- 2007年 合併。

#### 販売店舗
- 岡山店
- 岡山東店
- 岡山南店
- 倉敷店
- 小溝店
- 水島店
- 中庄店
- 笠岡店
- 総社店
- 真庭店
- 津山店
- クリーンカー倉敷

### 山陰地区

#### 歴史（鳥取県、島根県）
- 2006年 島根三菱自動車販売（ギャラン店）と西鳥取三菱自動車（カープラザ店）を統合して山陰三菱自動車販売が誕生。
- 2007年 合併。

#### 販売店舗

##### 鳥取県
- 米子東店

##### 島根県
- 松江店
- 出雲店
- 三刀屋店
- 浜田店

### 愛媛地区

#### 歴史
- 2006年 伊予三菱自動車販売（ギャラン店）と松山三菱自動車販売（カープラザ店）が合併し、愛媛三菱自動車販売となる。
- 2007年 合併。

#### 販売店舗
- 松山宮西店
- 松山きし店
- 新居浜店
- 宇和島店

#### 伊予三菱による輸入車の販売
伊予三菱は松山三菱と合併する直前までヒュンダイ、クライスラーの正規輸入車の販売を行っていたが、2014年3月現在両社とも公式サイト上のアフターサービス拠点としては掲載されていない。
- ヒュンダイモータージャパン正規輸入車の販売（ヒュンダイ愛媛）を2005年末頃まで行っていた。ヒュンダイ愛媛については後に建物が解体され、後に従来より隣接して営業していた店舗（レデイ薬局）に建て替えられた。
- クライスラー正規輸入車の販売も現在の松山宮西店の一部を利用し2006年夏頃（合併直前）まで行っていた。

## 過去にエリアだった県

### 石川県
- 2007年7月1日 - 石川三菱自動車販売を中部三菱自動車販売に統合[5]
- 2017年10月1日 - 金沢三菱自動車販売株式会社へ移管して撤退[6]

### 長崎県
- 2010年1月 西九州三菱自動車販売株式会社へ移管して撤退

### 広島県
- 2007年7月1日 - 西日本三菱自動車販売に統合。新会社の初代社長に広島中央三菱自動車販売の嶽肩正敏社長が就任[3]
- 2015年2月 広島三菱自動車販売へ移管して撤退。

### 山口県
- 2015年4月 下関三菱自動車販売へ移管して撤退。

### 宮崎県
- 2015年7月 宮崎三菱自動車販売へ移管して撤退。

### 鹿児島県
- 2015年7月、鹿児島三菱自動車販売へ移管して撤退。